# Påsköträd
Påsköträdet (Sophora toromiro) är en art i familjen ärtväxter. Det förekom tidigare vildväxande på Påskön, men är numera utdött i det vilda. Arten fortlever dock som odlad.
Det är ett litet träd som tidigare fanns i skogarna på Påskön. Påsköträdet föll offer för avskogningen som skedde på ön under 1600-talet och det blev senare utrotat där. Trädet håller nu på att återinföras på Påskön i ett vetenskapligt projekt som leds av Kew Gardens och Göteborgs botaniska trädgård. Det finns levande påsköträd i ett tiotal trädgårdar världen över, de flesta i Chile. Träden i Göteborg odlades fram på 1960-talet ur frön som insamlades av norrmannen Thor Heyerdahl under hans besök på ön 1955–56. Det svenska materialet anses unikt eftersom dess historia är känd. 
Det har hävdats att alla dagens påsköträd härstammar från en enda individ men forskning har visat att det är minst två. Det blommar med gula blommor, i Göteborg under perioden februari till mars.